# 마드라사

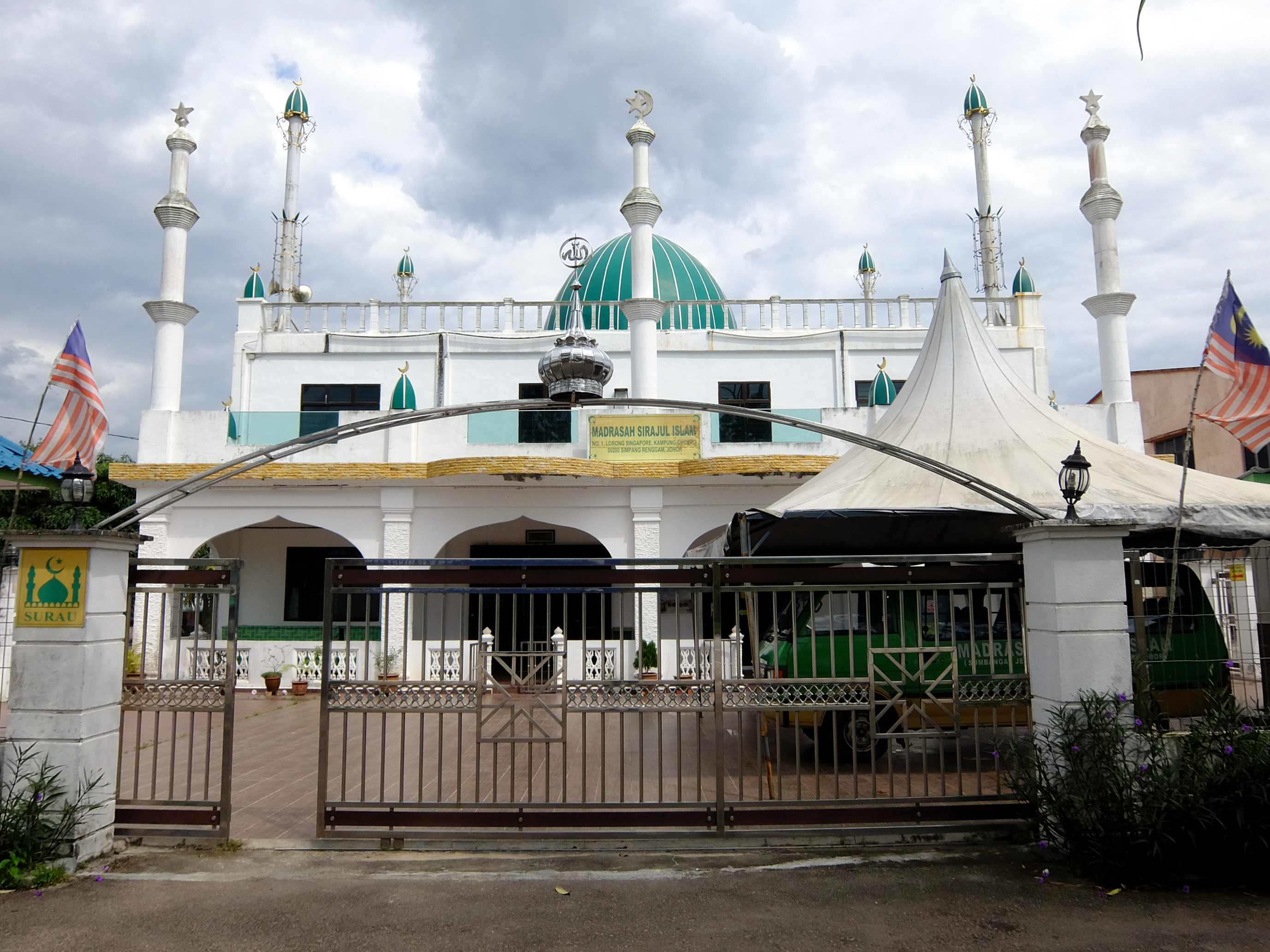
마드라사

마드라사(아랍어: مدرسة, madrasah)는 모든 종류의 학교를 의미하는 아랍어 단어이다. 서방(西方)에서 이 단어는 대체로 이슬람교 신학(神學) 학교 또는 대학을 특정지어 가리킨다. 그러나 신학에 대한 학문만 가르치는 것은 아니며, 현대적 과목들도 가리킨다. 인도 같은 곳의 경우, 마드라사의 모든 학생들이 무슬림인 것은 아니다. 보스니아에서는 메드레사(medresa)라고 부르며, 이슬람식 고등학교라는 뜻이다.

## 의미
마드라사(Madrasah)라는 단어는 ‘배우기’라는 뜻을 가진 셈어 ‘د-ر-س[D-R-S]’ 어원이 어떤 장소를 의미하는 ‘(مفعل(ة[mafʿal(ah)]’와 결합하면서 형성된 것이다. 즉, 마드라사라는 단어는 ‘배우거나 연구하는 장소’를 의미한다. 마드라사라는 단어는 아랍어로부터 파생되어 형성된 여러 언어에서도 똑같은 의미를 가진다. 아랍어에서 ‘마드라사(مدرسة)’는 한국어의 ‘학교’와 같이 학교의 설립주체와 교육수준에 관계없이 사용된다. 또한 아랍 세계에서는 무슬림 학교와 비무슬림 학교에 관계 없이 마드라사라는 단어를 사용하기도 한다. 마드라사라는 아랍어 단어는 많은 언어에서 대학교나 대학원 같은 고등 교육기관을 의미하기도 한다. 그러나 영국식 영어권에서는 마드라사가 고등 교육기관을 의미하는 단어로 대체되지 않는다. 한편, 중세의 오스만 튀르크 제국에서는 마드라사가 초등교육기관과 ‘데니스멘스 (danişmends)’라 불리는 학생들이 다니는 고등교육기관 모두를 의미하기도 하였다. 마드라사가 고등교육기관을 의미하기도 하지만, 아랍 세계에서 일반적으로 고등교육기관을 지칭할 때는 ‘자미아(جامعة)’를 사용하는 것이 관례이다. 히브리어에서 마드라사와 같은 어원을 갖고 있는 단어인 미드라샤(midrasha)는 배우는 ‘장소를 의미’하지만, 마드라사와는 달리 반드시 종교적인 내용을 배우는 장소임을 내포하고 있다.
영어에서 마드라사라는 단어는 일반적으로 ‘이슬람 교육기관’으로 번역된다. 일반적인 이슬람 학교는 보통 두 가지의 교육 코스를 제공한다. 히프즈(ḥifẓ) 코스는 쿠란을 기억하도록 교육하는 코스이며, 완전한 쿠란을 기억하고 있는 사람인 하피즈(ḥāfiẓ)가 되는 것을 목적으로 한다. 다른 코스는 울라마(ʿālim) 코스인데, 한 공동체에서 학자로 지명 받기를 원하는 자를 대상으로 하는 교육과정이다. 마드라사에서의 일반적인 교육과정은 아랍어, 타프시르(تفسير; 쿠란의 내용에 대한 해석), 샤리아(이슬람 율법), 하디스(예언자 무함마드의 언행), 논리학, 이슬람 역사 등으로 이루어져 있다. 이 중 하디스는 중세 오스만 튀르크 제국의 슐레이만 1세에 의해 도입된 교과목이다. 일부 마드라사에서는 학생들의 요청에 의해 아랍 문학, 과학, 세계사, 영어나 프랑스어와 같은 외국어를 부가적으로 교육하기도 한다. 오스만 튀르크 제국의 마드라사는 종교 교육을 행하면서 작문, 문법, 통사론, 시문학, 정서법, 자연과학, 정치학, 생활예법을 교육하기도 했었다.
이슬람 세계에서, 이맘이 되기 위해 마드라사에 입학하는 경우도 많았다. 예를 들어, 울라마 자격은 12년 간의 교육을 받아야 취득할 수 있었으며, 수많은 하피즈들은 마드라사 출신이다. 마드라사는 야간 강의를 제공하고 학생들이 기숙사에 살 수 있게 한다는 점에서 대학교와 유사한 면이 있다. 마드라사의 중요한 기능은 고아나 가난한 학생을 받아들여 그들이 교육을 받을 수 있도록 한다는 것이다. 마드라사는 여성도 학생으로 받아들였으나, 수업장소가 다르거나, 여성만 다닐 수 있는 별도의 마드라사가 있다.
아프리카 남부 지역에서 마드라사는 공사립 세속학교에 재학 중인 무슬림 학생들에게 방과 후 종교 교육을 제공하는 사회문화적 역할을 담당하고 있다. 그러나 현대에 들어 가정환경이 부유한 학생 거의 대부분은 세속 교육과 종교 교육 모두를 제공하는 기숙 또는 전일제 사립학교만 재학하는 경향이 대두되고 있다. 인도 출신의 무슬림들이 재학하는 마드라사에서는 학생들에게 우르두어 교육을 제공하였으나, 이러한 마드라사들은 점차 사라져가고 있다.

## 마드라사의 초기 형태
이슬람 세계가 형성된 초기부터 마드라사가 존재했던 것은 아니다. 마드라사의 기원적 형태는 종교적 문제를 논의하기 위해 모스크와 같은 장소에서 여러 사람이 만나는 관습에서 찾을 수 있다. 마드라사의 초기의 형태는, 사람들이 샤리아에 대해서 정통한 무슬림을 찾아가 종교적 지식을 교육받으려 한 것으로 볼 수 있다. 이러한 비정규 교원들은 이후 샤이크(shaykh)가 되었으며, 이후 샤이크들은 마갈리(maǧālis)라 불리는 교과를 구성하여 정규 교육을 제공하기 시작했다.
859년 ‘자미아투 알 카라위윈(Ǧāmiʿat al-Qarawiyyīn)’이라는 학교가 오늘날의 모로코 페스 지역에 설립되었다. 이 학교는 중세 이슬람 세계에 대학교가 존재했었는 지에 대해서 논란이 있긴 하지만, 세계에서 가장 오래된 대학교 중의 하나로 인정받고 있다. 이 학교는 부유한 상인인 무함마드 알 피흐리(Muḥammad al-Fihrī)의 딸인 파티아 알 피흐리(Fāṭimah al-Fihrī)에 의해 설립된 학교인데, 이후 959년 이집트 카이로의 알아즈하르 대학교로 발전하였다.
아바스 왕조 말기에는, 셀주크 왕국의 고관인 니잠 알물크가 여러 마갈리를 교육하는 ‘마드라사 니타미야(Madrasah Niẓāmiyyah)’라 불리는 최초의 공립 교육기관을 설립하였으며, 이를 바탕으로 공교육 체제를 완성하였다. 이러한 공교육 체제는 당시 그의 이름을 따 ‘니자미아(Niẓāmiyyah)’라고 불렸다.
파티마 왕조와 맘루크 왕조와 이 두 왕국 이후 기간 동안의 중동 지역은 많은 지배계급이 와크프라고 알려진 기금의 형태로 많은 마드라사들을 설립하였다. 마드라사를 설립하는 일은 설립자의 계급적 위치를 나타내 줄 뿐만 아니라 부와 명예를 그들 후손에게 세습할 좋은 방책이었던 것이다. 특히, 맘루크 왕조 시기에는 직접적인 노예의 상속이 불가능했기 때문에 마드라사를 통한 재산과 노예 상속이 지배계급에서 트랜드화 된 바 있었다. 이 시기에 설립된 마드라사 중에는 카이로에 있는 술탄 하산(Ḥasan)이 설립한 유명한 마드라사도 있다.
스탠포드 철학 사전에 의하면, 11세기와 14세기 사이의 이슬람의 황금 시대에 가잘리에 의해 이슬람 철학의 논리학이 마드라사의 교육과정이 되었고, 이후에는 이븐 시나의 학문적 성과가 마드라사의 교육과정의 일부가 되었다.
아랍 제국의 초창기에 관리들의 궁정에서의 신임은 유명한 마드라사에 대한 지원이나 그 곳에서의 학문적 활동에 의해 결정되었다. 수세기 동안, 마드라사나 마스지드(masjid)와 같은 무슬림 교육기관들은 이슬람 세계 전역에 교육활동을 전파하였다. 마드라사에서는 특히 신앙과 연관된 교과목에 더하여 여러 ‘이성과학’ 과목들도 교육하였는데, 수학, 천문학, 의학, 지리학, 지구과학, 철학, 마술, 오컬트 등이 그러한 과목들이다. 여러 교과목은 질문을 통해 교육되었다. 그러나 마드라사가 고등 과학을 연구하는 기관은 아니었다. 이슬람 세계에서의 고등 과학 연구는 궁정의 후원을 받는 학자들에 의해서 연구되었기 때문이다. 아랍제국의 초창기에, 아랍어와 아랍 문학의 큰 발전이 이루어졌으며, 고대 그리스 시대보다도 더 많은 문헌들이 이 시기에 저술되었다. 마크타부와 마드라사의 등장은 이슬람 세계의 문해율을 비교적 높은 수준으로 끌어올리는데 기여하였다.

## 같이 보기
- 중세 대학

## 참고 문헌
- Ali, Saleem H. "Islam and Education: Conflict and Conformity in Pakistan's Madrassas" 보관됨 2012-10-05 - 웨이백 머신, Oxford University Press, 2009. ISBN 978-0-19-547672-9
- Evans, Alexander. "Understanding Madrasahs", Foreign Affairs, Jan/Feb 2006.
- Rahman, Tariq. Denizens of Alien Worlds: A Study of Education, Inequality and Polarization in Pakistan. Karachi: Oxford University Press, 2004. Reprinted 2006. ISBN 978-0-19-597863-6. Chapter on "Madrassas".
- Tanweer, Bilal. "Revisiting the Madrasa Question". The News International, 6 May 2007. About a talk given by Dr. Nomanul Haq (University of Pennsylvania) at the Lahore University of Management Sciences(LUMS), Pakistan.
- Ziad, Waleed. "Madaris in Perspective". Reprinted from The News, March 21, 2004.